# Dera Baba Nanak
Dera Baba Nanak é uma cidade  no distrito de Gurdaspur, no estado indiano de Punjab.

## Demografia
Segundo o censo de 2001, Dera Baba Nanak tinha uma população de 7493 habitantes. Os indivíduos do sexo masculino constituem 52% da população e os do sexo feminino 48%. Dera Baba Nanak tem uma taxa de literacia de 75%, superior à média nacional de 59.5%: a literacia no sexo masculino é de 78% e no sexo feminino é de 72%. Em Dera Baba Nanak, 12% da população está abaixo dos 6 anos de idade.